# إيلي كوبولا
إيلي كوبولا (بالإنجليزية: Eli Coppola)‏ هي كاتِبة وشاعرة أمريكية، ولدت في 13 نوفمبر 1961، وتوفيت في 2 أبريل 2000 في سان فرانسيسكو في الولايات المتحدة بسبب نوبة قلبية.